# トマス・ペラム＝クリントン (第3代ニューカッスル公爵)
第3代ニューカッスル＝アンダー＝ライン公爵トマス・ペラム＝クリントン（英語: Thomas Pelham-Clinton, 3rd Duke of Newcastle、1752年7月1日 – 1795年5月17日）は、グレートブリテン王国の貴族、軍人、政治家。1779年から1794年までリンカーン伯爵の儀礼称号を使用した。

## 生涯
第2代ニューカッスル＝アンダー＝ライン公爵ヘンリー・ペラム＝クリントンとキャサリン・ペラム（Catherine Pelham、1727年7月24日 – 1760年7月27日、ヘンリー・ペラムの娘）の三男として、1752年7月1日に生まれ、28日にウェストミンスターの聖マーガレット教会で洗礼を受けた。1763年から1764年までイートン・カレッジで教育を受けた後、フランスのアンジェで教育を受け、1769年から1772年までグランドツアーに出た。
軍歴では1769年にエンサインとして第12歩兵連隊に入隊、1770年に第1国王近衛竜騎兵連隊の大尉に転じ、近衛歩兵第1連隊に転じた後、1775年に中佐に昇進した。アメリカ独立戦争では1779年から1780年までヘンリー・クリントン将軍の副官を務め、1780年に大佐に昇進した。1782年に第75歩兵連隊隊長になり、1785年に第17軽竜騎兵連隊隊長に転じ（1795年まで在任）、1787年に少将に昇進した。

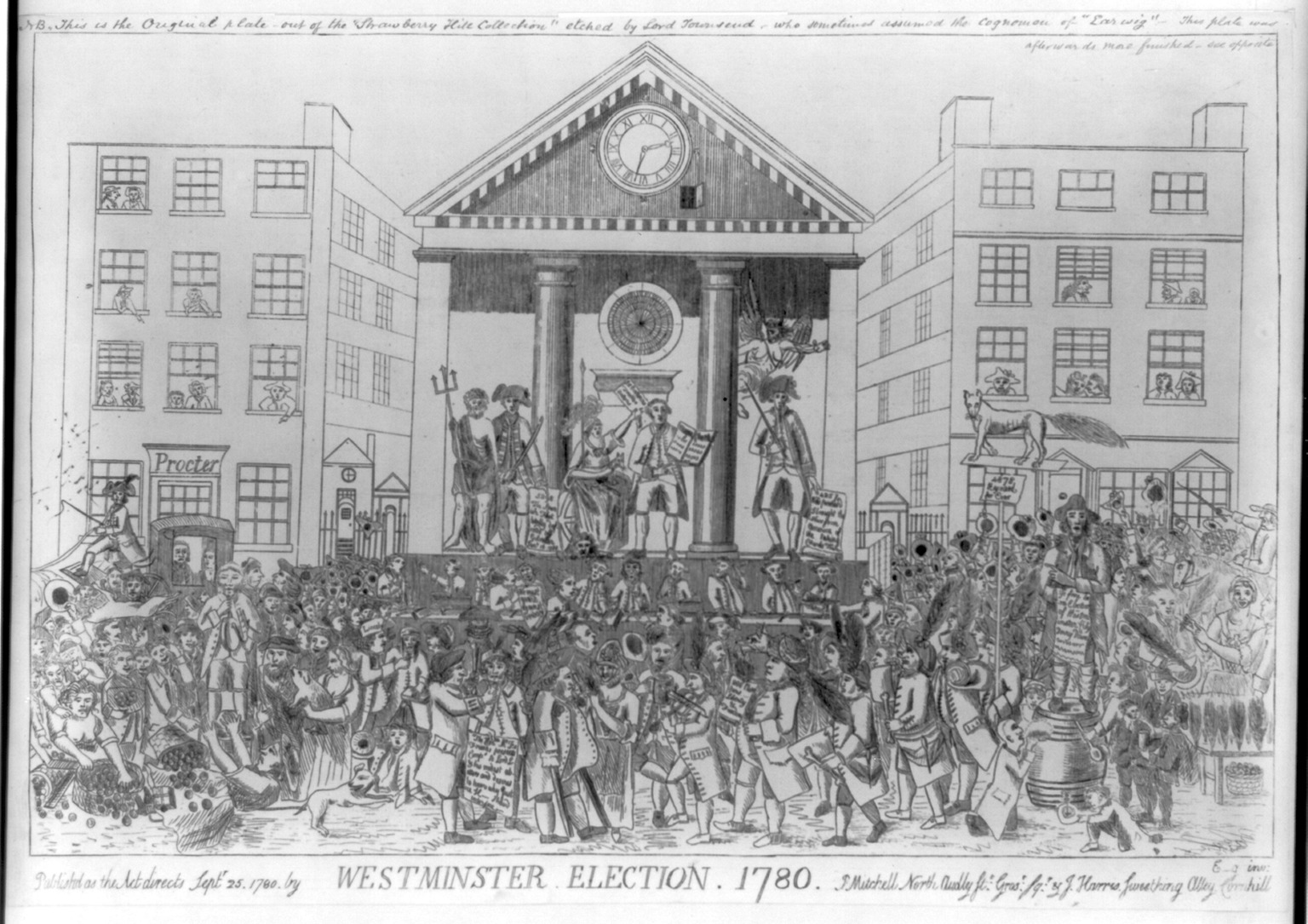
ウェストミンスター選挙区における1780年の選挙を描いた風刺漫画。中央の人物がチャールズ・ジェームズ・フォックス、中央右の人物がトマス・ペラム＝クリントンである。

政界では1774年イギリス総選挙でノース卿の手配によりウェストミンスター選挙区から出馬したことが始まりとなった。ノース卿の目的はジョン・ウィルクスの支持者に勝つことにあり、国王ジョージ3世も受けたため、政府は選挙活動およびその経費を担当した。1780年イギリス総選挙でも再選を目指したが、チャールズ・ジェームズ・フォックスの人気もあり落選した。このとき、父の第2代ニューカッスル公爵は政府の過失を追及してトマスの軍階昇進を要求、トマスは同年に大佐に昇進することとなった。
1781年末に弟ジョンが死去すると、トマスはその後任としてイースト・レットフォード選挙区の補選に当選した。1782年より、ノース内閣を支持しなくなり、同年から1783年まで暫定講和条約や東インド法案に投票しないなど議会活動をほとんど行わなかった。1783年12月以降は父とともに小ピットを支持したが、トマスの結婚にあたって父子の関係が悪化、1790年5月には「議会から離れることを望むのならばそれに従おう」と父から脅された（ただし、同年の総選挙では再選している）。その後は資金に困るようになり、1791年5月には小ピットにジャージー総督の官職を求めたが失敗している。
1794年2月22日に父が死去すると、ニューカッスル＝アンダー＝ライン公爵の爵位を継承、同年から1795年までノッティンガムシャー統監を務めた。1795年5月17日に死去、ウィンザーで埋葬された。息子ヘンリーが爵位を継承した。

## 家族
1782年5月2日、アンナ・マリア・スタンホープ（Anna Maria Stanhope、1760年3月31日 – 1834年10月18日、第2代ハリントン伯爵ウィリアム・スタンホープの娘）と結婚、2男2女をもうけた。
- ヘンリー（1785年 – 1851年） - 第4代ニューカッスル＝アンダー＝ライン公爵、子供あり
- トマス（1804年10月18日没）
- アンナ・マリア（1807年5月31日没） - 1801年1月1日、初代コンバーミア子爵ステイプルトン・コットン（英語版）と結婚
- シャーロット（1811年5月23日没）